# Tim White (árbitro)
Tim White (1954) foi um árbitro profissional de wrestling. Durante as décadas de 1980 e 1990, White trabalhou como assistente do lutador André the Giant. Ele atuou como árbitro da WWE até o ano de 2002, quando sofreu uma lesão no ombro durante uma disputa de Hell in a Cell entre Triple H e Chris Jericho, durante o Judgment Day. White chegou a esboçar um retorno em 2004, durante o WrestleMania XX, na luta entre Chris Jericho e Christian, mas a lesão voltou a impedi-lo de prosseguir.